# Никола Фламел
Никола Фламел (фр. Nicolas Flamel; 1330 — Париз, 22. март 1418) био је француски биљежник и алхемичар.

## Биографија
Његов је живот постао легенда јер је наводно открио Камен мудрости. Живео је у Паризу у 14. и 15. веку. Водио је две продавнице и оженио се 1368.. Његова жена му је донела богатство од њена два мужа од којих се растала. Постао је познат по свом богатству и филантропији. Својим богатством је финансирао цркве и понекад израђивао скулптуре. 1410. је дизајнирао свој надгробни споменик, на којем је уклесана слика Исуса Христа, Светог Петра и Светог Павла. Надгробни споменик је сачуван и налази се у Паризу. Записи показују како је Фламел умро 1418. са 88 година. Док је био жив бавио се алхемијом, фармацијом и медицином.